# أذان تركي
كان الأذان التركي (بالتركية: Türkçe ezan) هو استخدام اللغة التركية لتلاوة الاذان رسميا لفترة من الزمن في تركيا. تم حظر استخدام اللغة العربية من قبل ديانت بأمر من مصطفى كمال أتاتورك في عام 1932 وتم إلغاء حظره بعد 18 عاما في 16 يونيو 1950.

## التاريخ
مع صعود القومية التركية في القرن التاسع عشر وإيلاء اللغة التركية الحديثة المزيد من الاهتمام، جادل علي سعاوي بأن الأذان، وحتى الخطبة والقرآن يجب أن تكون باللغة التركية.
بعد حرب الاستقلال التركية وإنشاء جمهورية تركيا، أصبحت اللغة التركية اللغة الرسمية الوحيدة لتركيا وأصبحت أكثر صرامة في البلاد بأكملها كجزء من إصلاحات أتاتورك. تم إنشاء ديانت بأمر من مصطفى كمال أتاتورك للتعامل مع الشؤون الدينية في تركيا. بتشجيع من أتاتورك، بدأ تسعة حفاظ القرآن العمل على تتريك الاسلام و تركب الإسلام لجعله أكثر توافقا مع القومية التركية، وترجمة كل شيء اسلامي إلى التركية. تلاوة الترجمة التركية للقرآن لأول مرة من قبل ياشار أوقور في 22 يناير 1932. بعد ثمانية أيام في 30 يناير 1932، تلا حافظ رفعت بك أول أدحان تركي في مسجد الفاتح، إسطنبول، وبعد ذلك أصبح رسميا وتم تكليف كل شيء بأن يكون باللغة التركية. بعد أن أصبح الأذانا والقرآن رسميا باللغة التركية، قرر رئيس ديانت، رفعت بوركجي، أن الصلاة بأكمله يجب أن يكون باللغة التركية أيضا. أصبح الصلاة التركية رسميا في 6 مارس 1933. في عام 1941، جعلت ديانت رسميا استخدام اللغة العربية في المساجد جريمة يعاقب عليها القانون. في عام 1941، سنوا قانونا جديدا رقم 4055، تمت فيه إضافة فقرة إلى المادة 526 من قانون العقوبات التركي. وفقا للتغيير، سيتم سجن أولئك الذين يقرأون صلاح وقرآن وأذان باللغة العربية لمدة تصل إلى ثلاثة أشهر ويجب عليهم دفع غرامة من 10 ليرة إلى 200 ليرة، اعتمادا على شدة انتهاك القاعدة. في عام 1950، رفع جلال بايار الحظر. على الرغم من أن الأظان التركي لا يزال قانونيا بموجب القانون، إلا أن الأظان لم يقرأ باللغة التركية بعد عام 1950. في عام 1954، في قبرص الشمالية، أصدر المفتي القبرصي التركي دانا أفندي فتوى قال فيها إنه يجوز قراءة الأظان باللغة التركية لأن الناس يريدون قراءتها باللغة التركية بدلا من العربية.

### إلغاء تجريم العربية
بعد الانتخابات العامة التركية عام 1950، فاز الحزب الديمقراطي في الانتخابات. بعد فوزهم، قدموا اقتراحا بإلغاء حظر اللغة العربية لأغراض دينية. قال جمال رشيد أيوب أوغلو، نائب حزب الشعب الجمهوري في طرابزون، الذي تحدث نيابة عن حزب الشعب الجمهوري في الاجتماعات في البرلمان التركي، إنهم يعارضون استخدام اللغة العربية وأن الأمر لا يستحق حتى فتح مناقشة حوله. وفي وقت لاحق، صوت كل من أعضاء حزب الشعب الجمهوري وحزب الديموقراطي على الاقتراح. في نفس اليوم، تم إرسال نتيجة الأصوات إلى جلال بايار، حيث قبل إلغاء حظر اللغة العربية لأغراض دينية. مع سن القانون، كان استخدام اللغة التركية لأغراض دينية لا يزال قانونيا، ولكن اللغة العربية أصبحت أكثر مشهوره.

### ردود الفعل على إلغاء التجريم
بعد الانقلاب التركي عام 1960، تمت الإطاحة بجلال بايار، الذي رفع الحظر المفروض على اللغة العربية، وأعدم عدنان مندريس. قاد الانقلاب الأتراك القوميون، الذين انتقدوا بشدة استخدام اللغة العربية. كان ألب أرسلان توركش، مؤسس حزب الحركة القومية وتنظيم الذئاب الرمادية والشخصية الرائدة في حركة القومية التركية الإسلامية، أحد قادة الانقلاب. في مقابلة ما بعد الانقلاب، وصف توركيش استخدام اللغة العربية للدين بأنه "خيانة"، وقال "في المسجد التركي، يجب قراءة القرآن التركي، وليس العربي".